# Sphaerodes ornata
Sphaerodes ornata är en svampart som först beskrevs av Zukal, och fick sitt nu gällande namn av Arx 1981. Sphaerodes ornata ingår i släktet Sphaerodes och familjen Ceratostomataceae.   Inga underarter finns listade i Catalogue of Life.